# Bob Beyer
Robert C. Beyer, detto Bob (Le Roy, 10 dicembre 1961), è un allenatore di pallacanestro statunitense.